# Пресс-секретарь президента Украины
Пресс-секретарь президента Украины — федеральный государственный гражданский служащий, выполняющий непосредственное руководство работой пресс-службы президента.
В настоящее время руководителем пресс-службы президента Украины является Никифоров Сергей Сергеевич (с 9 июля 2021 года).
Полномочия обозначаются положениями «Про пресс-службу президента Украины», утверждённые указом президента Украины №-48/2005 от 8 февраля 2005 года.

## Обязанности
Согласно Положениям, Пресс-секретарь Президента Украины:
1. организует работу Пресслужбы и выполнение задач, возложенных на нее;
2. принимает участие в планировании встреч, которые проводятся с участием Президента Украины;
3. разрабатывает планы работы Пресслужбы, контролирует ее работу;
4. выполняет по поручению Президента Украины и Главы Секретариата Президента Украины другие полномочия по вопросам, относящимся к полномочиям Прессслужбы.

## Список пресс-секретарей
- Дорошенко Михаил Иванович (1994—1995, пресс-секретарь)
- Майданник Александр Иванович (1998—1998, пресс-секретарь — начальник пресслужбы)
- Константинов Юрий Иванович (1999—2002, начальник Управления пресслужбы)
- Громницкая Алёна Анатольевна (2002—2005, прессекретарь)
- Геращенко Ирина Владимировна (2005—2006, прессекретарь, начальник пресслужбы)
- Ванникова Ирина Валерьевна (2006—2010)
- Чепак Дария Александровна (2011—2014)
- Цеголко Святослав Петрович (2014—2019)
- Мендель Юлия Владимировна (2019—2021)
- Никифоров Сергей Сергеевич (с 9 июля 2021)